# Rowan Williams
Rowan Douglas Williams, barone Williams di Oystermouth (Swansea, 14 giugno 1950), è un arcivescovo anglicano e teologo britannico, dal 2012 arcivescovo emerito di Canterbury.
Fu in precedenza vescovo di Monmouth e arcivescovo del Galles, il che ne fa, in tempi recenti, il primo presbitero non proveniente dalla Chiesa anglicana d'Inghilterra ad accedere a Canterbury. Ha trascorso gran parte della sua carriera accademica presso l'Università di Cambridge e successivamente presso quella di Oxford.

## Biografia
È nato a Swansea, Galles, in una famiglia di lingua gallese. È stato educato alla scuola Dynevor, Swansea. Ha studiato teologia al Christ's College di Cambridge e presso il Wadham College di Oxford. Ha tenuto lezione presso il College della Resurrezione in Mirfield, nel West Yorkshire per due anni. Nel 1977 è tornato a Cambridge per insegnare teologia alla Westcott House. È stato ordinato diacono nella cattedrale di Ely quell'anno ed è stato ordinato sacerdote nel 1978.
Fino al 1983 è stato docente di Teologia presso l'Università di Cambridge. Nel 1984 è diventato decano e cappellano del Clare College di Cambridge e, nel 1986, alla giovane età di 36 anni, è stato nominato alla cattedra di Teologia presso l'Università di Oxford. Nel 1989 gli è stato assegnato il grado di Dottore in teologia. Nel 1991 è stato nominato e consacrato Vescovo di Monmouth nella Chiesa anglicana di Galles. Nel 1997 è stato proposto come potenziale Vescovo di Southwark.
George Carey, l'allora Arcivescovo di Canterbury, aveva chiesto al dottor Williams di prendere le distanze dai suoi scritti simpatizzanti verso la causa dei diritti dei gay, ma egli rifiutò e non ricevette la nomina alla sede. Ha continuato a svolgere il suo ufficio nella sua sede di Monmouth e nel 1999 è stato eletto Arcivescovo di Galles.
Nel 2002 è stato annunciato come il successore di George Carey, Arcivescovo di Canterbury, Arcivescovo della Chiesa d'Inghilterra e primus inter pares della Comunione Anglicana. In qualità di vescovo della Chiesa in Galles, è stato il primo Arcivescovo di Canterbury dopo la Riforma inglese ad essere nominato da una posizione al di fuori della Chiesa d'Inghilterra. Egli è stato intronizzato il 27 febbraio 2003, come il centoquattresimo Arcivescovo di Canterbury.
Dal momento che è diventato vescovo, diverse istituzioni gli hanno conferito lauree honoris causa e borse di studio, come le Università del Kent, Cambridge, Oxford e Roehampton. Nel 2005 è stato designato come primo cancelliere della Canterbury Christ Church University. L'Università di Cambridge gli assegnò il Dottorato onorario in Teologia nel 2006. Nel mese di aprile 2007, il Trinity College e il Wycliffe College, entrambi associati con l'Università di Toronto, gli assegnarono una laurea di Dottore in Teologia durante la sua prima visita in Canada dopo l'intronizzazione.
Il 29 aprile 2011 celebra il matrimonio tra il principe William e Kate Middleton nell'Abbazia di Westminster a Londra.
È anche un noto poeta e traduttore di poesia. La sua raccolta Le Poesie di Rowan Williams, pubblicato Perpetua Press, nel 2004 è stato stilato nella classifica per il "Wales Book of the Year award". Vicino alle sue poesie, che hanno un forte sapore spirituale e paesaggistico, ci sono traduzioni di poeti gallesi.
Ha avuto problemi con la stampa per aver sostenuto una presunta "organizzazione pagana", la Gorsedd of Bards, che promuove la lingua gallese e la letteratura e usa il cerimoniale druidico, ma in realtà non è di natura religiosa. Sua moglie, Jane Williams, è una scrittrice e docente di teologia. Si sono sposati nel 1981 e hanno due figli, Rhiannon Mary (nata nel 1988) e Paul Huw Phillip (noto come Pip) (nato nel 1996). La residenza estiva è in Oxfordshire, nella città di Charlbury, e quando vi risiede la domenica egli si trova nella chiesa locale. Tradizionalmente, come Arcivescovo di Canterbury, agisce anche come governatore della Charterhouse School.
È anche patrono della "Peace Mala Youth Project For World Peace" dal 2002, e ha celebrato la cerimonia che ha lanciato la carità come di uno dei suoi ultimi impegni come Arcivescovo di Galles. Parla e legge otto lingue: inglese, gallese, spagnolo, francese, tedesco, russo, latino e greco. Il 31 dicembre 2012 ha lasciato l'incarico di Arcivescovo di Canterbury al successore Justin Welby.
A partire dal 1º gennaio 2013 ha assunto la carica di Master del Magdalene College presso l'Università di Cambridge, dove risiede.